# Циркуляційна система в бурінні

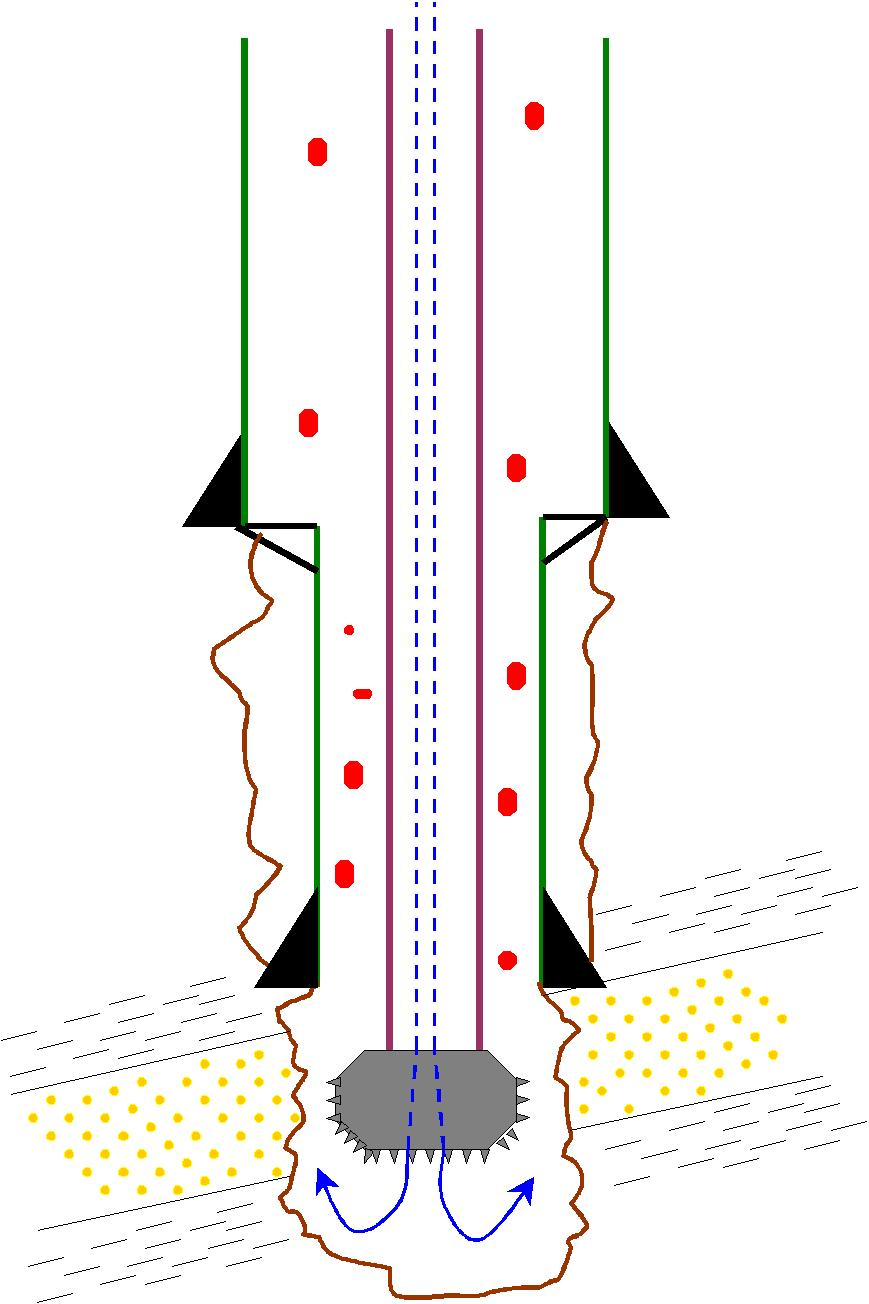
Схема буріння свердловини:
свердловина
бурова колона
бур
буровий розчин
шлам (пульпа)
бурова колона

Циркуляційна система в бурінні – гідравлічний комплекс насосів, трубопроводів, очисників та інших пристроїв, який забезпечує очищення бурового розчину від шламу і подавання його бурильними трубами на вибій свердловини по замкнутому колу з повторним використанням. 
При бурінні циркуляція – один із методів очищення вибою (промивання) свердловини коли буровий розчин рухається від приймального чана через насос, бурильну колону, долото, кільцевий простір і знову до приймального чана.

## Різновиди циркуляції при бурінні
ЦИРКУЛЯЦІЯ ЗАТРУБНА –  перетікання рідини із одного горизонту в інший або до фільтра свердловини по затрубному простору.
ЦИРКУЛЯЦІЯ ЗВОРОТНА –  циркуляція робочого розчину з подаванням в затрубний простір, тобто рух робочого розчину, зокрема бурового розчину, вниз через затрубний простір (напр., між центральними і зовнішніми концентрично розміщеними трубами) і вгору по центральних трубах на відміну від прямої циркуляції. 
ЦИРКУЛЯЦІЯ ПРЯМА – циркуляція робочого розчину з подаванням його в центральні труби, тобто рух робочого розчину, зокрема бурового розчину, від приймального чана через насос, бурильну колону, долото, кільцевий простір і знову через очисники до приймального чана. 

## Інтернет-ресурси
- Буріння свердловин